# Землянки (селище)
Земля́нки — селище Макіївської міської громади Донецького району Донецької області, Україна. Розташоване поблизу каналу Сіверський Донець—Донбас за 13 км від Макіївки.

## Історія
Колись сотенне місто Острогозького Слобідського українського полку. Давнє запорізьке займище. За Розпорядженням Азовської губернської канцелярії 1777 постановила на місці нинішньої заїмки утворити державну слободу. Запорожці, що жили туту зраділи такому рішенню, почали стягувати в Землянки своїх рідних і знайомих з їх родинами і скоро заселили слободу народом сімейним.
У минулому — це хутір, заснований вихідцями з Правобережної України (17 століття), в якому замість хат були землянки — характерні на той час будівлі втікачів-кріпаків і козаків-зимівників. Звідси й назва.

## Населення

### Мова
Розподіл населення за рідною мовою за даними перепису 2001 року:
| Мова            | Кількість | Відсоток |
| --------------- | --------- | -------- |
| українська      | 1329      | 60.08%   |
| російська       | 878       | 39.68%   |
| білоруська      | 1         | 0.05%    |
| румунська       | 1         | 0.05%    |
| болгарська      | 1         | 0.05%    |
| інші/не вказали | 2         | 0.09%    |
| Усього          | 2212      | 100%     |

За даними перепису 2001 року населення селища становило 2212 осіб, із них 60,08 % зазначили рідною мову українську, 39,69 % — російську, 0,05 % — білоруську, болгарську та молдовську мови.

## Уродженці
- Бєляєв Микола Семенович — український краєзнавець і педагог.
- Назаренко Олесь Терентійович — учасник руху шістдесятників, виготовляв та поширював самвидав, за антирадянську агітацію був неодноразово засуджений[7].